# Tanaecia lutala
Tanaecia lutala är en fjärilsart som beskrevs av Moore 1859. Tanaecia lutala ingår i släktet Tanaecia och familjen praktfjärilar. Inga underarter finns listade i Catalogue of Life.